# Ravindra Kelekar

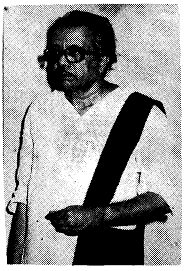
Ravindra Kelekar

Ravindra Kelekar ⓘ (* 25. März 1925 in Cuncolim, Goa; † 27. August 2010 in Margao, Goa) war ein indischer Autor, Übersetzer und Aktivist.
Er verfasste über 100 Werke in Konkani, dem Dialekt des Marathi, sowie in Englisch, Hindi, Marathi und Gujarati. Insbesondere seine Werke über Gandhis Ideologie gelten in Indien als Klassiker. Seine Übersetzung des Mahabharata in Konkani ist eines der wichtigsten Literaturstücke in Indien.
2006 wurde Kelekar mit dem Jnanpith Award, dem bedeutendsten indischen Literaturpreis, und 2008 mit dem dritthöchsten indischen Zivilorden, dem Padma Bhushan ausgezeichnet.
Kelekar wurde mit einem Staatsbegräbnis bestattet.